# Tomaš Tvrtković
Tomaš Tvrtković ili Toma (? – ?), hrvatski plemić iz plemićkog roda Mogorovića. Obnašao je dužnost hrvatskog podbana (1446. – 1451.) za banovanja hrvatsko-dalmatinskog bana Petra Talovca.
Njegova hiža Tvrtkovića od roda Mogorovića bila je gospodar utvrde Bilaj.